# Odilon Azevedo
Odilon de Mello Azevedo (Santa Rita de Cássia, 13 de junho de 1902 — Nova Friburgo, 29 de julho de 1966) foi um escritor e ator brasileiro. Antes de dedicar-se ao teatro militou na literatura, tendo escrito Macegas, A Mulher do Promotor (romance que recebeu menção honrosa da Academia Brasileira de Letras), relançado com o título Dr. Filintro, Casa de Cômodos, O Terceiro Sexo e Ainda Existe o Amor. Sua estreia como escritor recebeu grandes elogios de Monteiro Lobato. Foi casado com a também atriz Dulcina de Moraes. Morreu em Lumiar, distrito do município de Nova Friburgo. Estava em Lumiar a fim de adquirir uma fazenda, sendo sepultado no dia seguinte no Cemitério de Nova Friburgo.

## Filmografia
| Ano  | Título                    | Personagem      |
| ---- | ------------------------- | --------------- |
| 1929 | Veneno Branco             | —               |
| 1937 | A Mulher que Passa        | —               |
| 1941 | 24 Horas de Sonho         | Roberto Rei     |
| 1958 | Com a Mão na Massa        | Gustavo         |
| 1959 | Aí Vem os Cadetes         | —               |
| 1960 | Matemática Zero, Amor Dez | —               |
| 1961 | Por Um Céu de Liberdade   | Major           |
| 1962 | Vagabundos no Society     | Sobrinho pirata |
| 1964 | Asfalto Selvagem          | Dr. Arnaldo     |
| 1967 | O Menino e o Vento        | Escrivão        |